# Maria Fernanda Palma
Maria Fernanda dos Santos Martins da Palma Pereira • GOIH • (Linda-a-Pastora, 3 de março de 1955), é uma jurista portuguesa, professora catedrática de Direito jubilada, que foi membro da Comissão para a democracia através do Direito do Conselho da Europa (2007 a 2014), membro do Conselho Superior do Ministério Público (2007 a 2011) e juíza conselheira do Tribunal Constitucional (1994 a 2007) (equivale, mutatis mutandis, no Brasil, a ministro do Supremo Tribunal Federal e Tribunal Superior Eleitoral)

Docente e membro de conselhos científicos da Faculdade de Direito da Universidade de Lisboa, Faculdade de Direito da Universidade de Coimbra, Universidade Livre de Lisboa, Universidade Lusíada de Lisboa e da Comissão instaladora da Faculdade de Direito da Universidade Nova de Lisboa, é presidente do Instituto de Direito Penal e Ciências Criminais da Faculdade de Direito de Lisboa, desde a sua fundação, em 2007, sendo também membro do  Instituto de Direito Penal Económico e Europeu da Faculdade de Direito de Coimbra; especialista em Direito Penal, tem investigado e produzido trabalho científico sobre este ramo do direito e, entre outros, a literatura, cinema, inteligência artificial, medicina (pandemias, saúde mental, interrupção voluntária da gravidez, eutanásia e cuidados paliativos), neurociência, neuroética, ética e religião, novas áreas do conhecimento sobre o comportamento, emoções, filosofia da mente, e teorias da verdade e da justiça; com vasta obra publicada, foi diretora e membro do conselho editorial de revistas jurídicas, sendo uma referência na doutrina e na jurisprudência.

## Biografia

### Formação Académica
- Licenciatura em Direito pela Faculdade de Direito da Universidade de Lisboa, em 1977;[1][4][5]
- Mestrado em Direito pela Faculdade de Direito da Universidade de Lisboa, em 1982, com a tese/dissertação “A distinção entre dolo eventual e negligência consciente;[4][5]
- em 1982/1983, bolseira de doutoramento, no âmbito do serviço alemão de intercâmbio académico, na Universidade Ludwig Maximilian de Munique;[2]
- em 1988, bolseira de doutoramento, no âmbito do serviço alemão de intercâmbio académico, no Instituto Max Planck de pesquisa criminal, segurança e direito, em Freiburg;[2]
- Doutoramento em Direito (Ciências Jurídicas) pela Faculdade de Direito da Universidade de Lisboa, em 1992, com a tese/dissertação "A justificação por legítima defesa como problema de delimitação de direitos (The justification of the legitimate defence as a problem of boundaries of rights)";[1][4]

- Agregação em Direito pela Faculdade de Direito da Universidade de Lisboa, em 2005-2007, com a tese/dissertação "Princípio da desculpa em Direito Penal"; "Direito Constitucional Penal"; "Da tentativa possível em Direito Penal".[1][2]

### Carreira docente universitária
- de 1975 a 1977, monitora (docente universitária) na Faculdade de Direito da Universidade de Lisboa;[2]
- entre novembro de 1977 e 30 de setembro de 1979, assistente eventual na Faculdade de Direito da Universidade de Lisboa;[2][6]
- de 1 de outubro de 1979 a 11 de novembro de 1992, assistente na Faculdade de Direito da Universidade de Lisboa;[2][6]
- na primeira metade da década de 1980, foi assistente do curso de Direito da Universidade Livre de Lisboa;[7][8][9]
- docente na Universidade Lusíada de Lisboa nos cursos de licenciatura e mestrado;[4]
- de 1990 a 1992, assistente e professora auxiliar na Academia Militar, sendo membro do Conselho científico e do Conselho pedagógico;[2]
- de 1992 a 1999, professora auxiliar na Faculdade de Direito da Universidade de Lisboa, e membro do Conselho científico;[1][2]
- nos anos letivos de 1994/1995 e 2001/2002, cocoordenadora do mestrado em psicologia legal do Instituto Superior de Psicologia Aplicada;[2][4]
- de 2 de janeiro de 1996 a 2 de janeiro de 2003, membro da Comissão instaladora da faculdade de Direito da Universidade Nova de Lisboa e professor associado, regendo a disciplina de Filosofia do Direito, e ainda, a partir de 1999, professora bibliotecária;[1][2][4]
- de 1999 a 2007, professor associado na Faculdade de Direito da Universidade de Lisboa;[2]
- no ano letivo de 2003/2004, cocoordenadora do mestrado sobre comportamentos desviantes e ciências criminais da Faculdade de Medicina da Universidade de Lisboa;[2][4]
- aprovada no concurso para professores catedráticos da Faculdade de Direito da Universidade de Lisboa, em 2007,[1] é, desde esse ano, professora catedrática naquele estabelecimento de ensino superior, coordenando e regendo as disciplinas de Direito penal I e II no curso de licenciatura e as disciplinas de direito penal e de direito processual penal no curso de mestrado;[2][4]
- desde 2014, professora catedrática no Instituto Superior de Ciências Policiais e Segurança Interna;[2]
- desde 2014, professora convidada do programa de doutoramento em direito e ciências sociais da Faculdade de Direito de Málaga;[2]
- de 2014 a 2021, professora catedrática no programa de “doutoramento em filosofia da ciência, tecnologia, arte e sociedade” da Faculdade de Ciências da Universidade de Lisboa;[2]
- nos anos letivos de 2014/2015 e 2015/2016, professora no Instituto Superior de Polícia;[6]

- entre 2011 e 2015, teve a coordenação científica do “curso de direito de investigação criminal e da prova” em articulação com a Escola da Polícia Judiciária;[2]
- entre 2013 e 2015 assegurou a cocoordenação científica dos cursos de pós-graduação “justiça penal e direito da medicina”, do Instituto de direito penal e ciências criminais da Faculdade de Direito da Universidade de Lisboa;[2]

### Outras atividades profissionais
- Advogada, sendo titular da Cédula profissional n.º 4918L, do Conselho regional de Lisboa, da Ordem dos Advogados, tendo a sua inscrição suspensa (inativa);[4][10]
- Juíza do Tribunal Constitucional entre abril de 1994 e abril de 2007, sendo, em 1996, relatora daquela alta instância do poder judiciário na X Conferência dos tribunais constitucionais Europeus, em Budapeste;[1][4][2][11] Durante os 13 anos em que desempenhou funções naquele órgão supremo do poder judicial foi juíza relatora de 810 acórdãos como resulta da pesquisa no site institucional do Tribunal Constitucional;[12]
- em 1994 e 1995, perita em prevenção criminal e justiça criminal para o direito penal do ambiente da Organização das Nações Unidas, em Genebra;[2][4]
- de 2 de janeiro de 2008 a 2 de fevereiro de 2011, membro do Conselho Superior do Ministério Público;[1][13][14][1]
- membro da Comissão para a democracia através do Direito do Conselho da Europa, de 1 de fevereiro de 2007 a 16 de dezembro de 2013;[1][2]
- presidente do Instituto de Direito Penal e Ciências Criminais da Faculdade de Direito de Lisboa desde a sua fundação, em 2007, e de cujo Conselho científico é membro;[1][2]
- membro Instituto de Direito Penal Económico e Europeu da Faculdade de Direito da Universidade de Coimbra;[6]
- membro do conselho editorial da Revista de Concorrência e Regulação;[6]
- membro do conselho editorial da Revista Portuguesa de Ciências Criminais;[6]
- desde 2014, diretora da revista «Anatomia do crime: revista de ciências jurídico-criminais» (semestral); propr. Instituto de Direito Penal e Ciências Criminais; Coimbra; Almedina; que a partir de 2019 passa a ser editada pela AAFDL – Associação Académica da Faculdade de Direito da Universidade de Lisboa;[15][2]
- em 2010 e 2011, cronista do jornal Correio da Manhã, assinando semanalmente artigos de opinião;[16]
- conferencista nas faculdades de Direito de Aix-en-Provence, França (2010), Macau (2012) e Alcalá de Henares, Espanha) (2015) e na Assembleia Constituinte da Tunísia, como representante da Comissão para a democracia através do Direito do Conselho da Europa (2012).

### Projetos de investigação
No âmbito do Centro de investigação em direito penal e ciências criminais da Universidade de Lisboa, foi ou é investigadora responsável pelos seguintes projetos:
- desde janeiro de 2024, “novas questões sobre os elementos mentais do crime (filosofia da ação, neurociência e IA) - ação, causalidade, intenção e evidência”; e “problemas extremos no campo da medicina e do direito penal: pandemias, saúde mental, aborto, eutanásia e cuidados paliativos”;
- desde novembro de 2022, crime e literatura;
- desde 2020, direito penal na inteligência artificial e inteligência artificial no direito penal;
- desde 2017, direito penal e estudos de cinema;
- desde 2017, Hércules - Ratio decidendi: rumo a um modelo de avaliação judicial penal;
- desde 2014, direito penal e novas áreas do conhecimento sobre o comportamento;
- em 2022 e 2023, crimes sexuais: diálogo entre reformas europeias;
- entre 1 de julho de 2021 e 31 de dezembro de 2022, subjetividade e responsabilidade penal - os elementos mentais/subjetivos na conceituação do crime (ou os elementos subjetivos do comportamento criminoso);
- de 2017 a 2021, Teseu - crimes contra a mente;
- de 2015 a 2021, justiça penal e direito da medicina;

E ainda, no quadro da Universidade de Granada, Espanha, desde 2022, coinvestigadora responsável pelo projeto “Proteção constitucional, internacional, administrativa e penal de grupos vulneráveis de origem migrante na Andaluzia”;

Bem como, desde 2019, é, na Universidad de Castilla-la Mancha de Derecho Penal de Toledo, Facultad de Ciencias Jurídicas y Sociales, Espanha, investigadora responsável pelo projeto “Direito penal e comportamento humano”;

E, de 2016 a 2018, no Instituto Andaluz interuniversitario de criminología de Málaga, Espanha, foi investigadora responsável pelo projeto “A influência da jurisprudência do Tribunal Europeu dos Direitos Humanos nas decisões do Tribunal Constitucional”;

## Obra publicada
Com uma carreira de 50 anos no ensino e extensa produção científica, entre a sua vasta obra, são de destacar, entre muitos outros, os seguintes trabalhos:

### Livros
- O princípio da desculpa em direito penal; 2ª ed.; Coimbra; Almedina; 2021; ISBN 978-972-629-660-7[17]
- Direito penal: parte geral: teoria da infração como teoria da decisão penal; 5ª ed.; Lisboa; AAFDL - Associação Académica da Faculdade de Direito da Universidade de Lisboa; 2020; ISBN 978-972-629-400-9;[18]
- Novos estudos sobre Law enforcement, compliance e direito penal; Coimbra; Almedina; 2020; ISBN 978-972-40-8451-0;[19]
- Direito penal: conceito material de crime, princípios e fundamentos: teoria da lei penal, interpretação, aplicação no tempo, no espaço e quanto às pessoas; 4ª ed.; Lisboa; AAFDL - Associação Académica da Faculdade de Direito da Universidade de Lisboa; 2019; ISBN 978-972-629-263-0;[20]
- Direito penal: conceito material de crime, princípios e fundamento: princípio da legalidade: interpretação da lei penal a aplicação da lei penal no tempo; Lisboa; Associação Académica da Faculdade de Direito de Lisboa; 2016; ISBN 978-972-629-078-0;[21]
- Direito da investigação criminal e da prova; Coimbra; Almedina; 2014; ISBN 978-972-40-5636-4;[22]
- Cooperação judiciária internacional em matéria penal: conferências; Coimbra; Coimbra Editora; 2014; ISBN 978-972-32-2164-0;[23]
- Emoções e crime: filosofia, ciência, arte e direito penal; Coimbra; Almedina; 2013;  ISBN 978-972-40-5148-2;[24]
- Direito penal económico e financeiro; Coimbra; Coimbra Editora; 2012; ISBN 978-972-32-2073-5;[25]
- Direito sancionatório das autoridades reguladoras; Coimbra; Almedina; 2009; ISBN 978-972-32-1729-2;[26]
- Casos e materiais de direito penal; 3ª ed., reimp.; Coimbra; Almedina; 2009; ISBN 978-972-40-2130-0;[27]
- Direito constitucional penal; Coimbra; Almedina; 2006; ISBN 972-40-2775-9;[28]
- Jornadas de Direito processual penal e Direitos fundamentais (org. Faculdade de Direito da Universidade de Lisboa, Conselho Distrital de Lisboa da Ordem dos Advogados e colab. Goethe-Institut); Coimbra; Almedina, 2004; ISBN 972-40-2217-X;[29]
- Da "tentativa possível" em direito penal; Coimbra; Almedina; 2006; ISBN 972-40-2867-4;[30]
- Livro em memória do Professor Doutor João Curado Neves; Lisboa; AAFDL - Associação Académica da Faculdade de Direito de Lisboa; 2020; ISBN 978-972-629-568-6;[31]

### Artigos em revistas jurídicas

#### na «Anatomia do crime: revista de ciências jurídico-criminais»
- "Magna Carta do direito penal do delinquente versus da vítima na reforma penal do crime de violação". Anatomia do Crime 17 jan-jun (2023);[32]
- "Genocídio na Ucrânia "Responsabilidade Criminal no século XXI"".  Anatomia do Crime 15 (2022); pp. 53-56.
- "Os Crimes sexuais na Reforma Penal portuguesa: novas compreensões do humano e o princípio da necessidade da pena". Revista de Ciências Jurídico-Criminais Anatomia do Crime 15 (2022); pp. 11-22.
- "O direito como universo de sentido para a interface cérebro e inteligência artificial". Anatomia do Crime 12 (2020):
- "O problema do sistema e o sistema imposto pelo problema na violência doméstica". Anatomia do crime 9 (2019); pp. 53-57.
- "Os temas e os problemas das propostas legislativas de 2019 sobre violência doméstica e crimes sexuais - O direito penal da intimidade sexual e familiar". Anatomia do crime 9 (2019); pp. 13-22.
- "O direito penal da proteção de dados= Criminal law of data protection". Anatomia do crime (2018); pp. 9-21.
- "Eurojust seminar «European investigation order (o papel do Eurojust)»". Anatomia do crime 7 (2018); pp. 13-18.
- "Introdução - O reconhecimento mútuo de decisões judiciais como princípio jurídico". Anatomia do crime 7 (2018); pp. 17-18.
- "«Guilt» and the time of conciousness". Anatomia do Crime 3 (2016); pp. 11-30.
- "Dos fundamentos da normatividade na filosofia ao problema do enquadramento pelo Direito do terrorismo". Anatomia do Crime, 4 (2016); pp. 23-29.
- "Responsabilidade Penal e responsabilidade política". Anatomia do Crime 1 (2015); pp. 9-19.
- "Conceito material de crime e reforma penal= Material definiton of crime and law reform". Anatomia do Crime 0 (2014); pp. 11-23.

#### na daFaculdade de Direito da Universidade de Lisboa
- "O crime de burla no Código Penal de 1982-95 (com a colaboração de Rui Pereira)". Revista da Faculdade de Direito da Universidade de Lisboa 35 2 (1994); pp. 321-333.
- "Projecto de Estatuto Disciplinar dos Alunos da Universidade de Lisboa (com a colaboração de Rui Pereira)". Revista da Faculdade de Direito da Universidade de Lisboa 35 2 (1994); pp. 501-518.
- "Revisão do regime legal do ilícito de mera ordenação social (com a colaboração de Paulo Otero)". Revista da Faculdade de Direito da Universidade de Lisboa 37 2 (1996); pp. 557-591.
- "O mito da liberdade das pessoas exploradas sexualmente na Jurisprudência do tribunal constitucional e a utilização concetualista e retórica do critério do bem jurídico". Revista da Faculdade de Direito da Universidade de Lisboa LXII 1 (2021); pp. 993-1002.
- "Consumo e tráfico de estupefacientes e Constituição: a absorção do «Direito Penal de Justiça» pelo Direito Penal secundário?". Revista da Faculdade de Direito da Universidade de Lisboa (2004); pp. 273.
- "Tribunal Penal Internacional (Evoluções previsíveis face aos problemas da guerra de agressão, da «legítima defesa preventiva» e do terrorismo)". Revista da Faculdade de Direito da Universidade de Lisboa XLIV 1 e 2 (2003); pp. 627-642.

#### na Revista Portuguesa de Ciência Criminal
- "Problema do concurso de circunstâncias qualificativas do furto". Revista Portuguesa de Ciência Criminal i 2 (1991); pp. 259.
- "Do sentido histórico do ensino do Direito Penal na Universidade portuguesa à actual questão metodológica". Revista Portuguesa de Ciência Criminal 9 3 (1999); pp. 351-447.
- "A teoria do crime como teoria da decisão penal (Reflexão sobre o método e o ensino do Direito Penal)". Revista Portuguesa de Ciência Criminal 9 4 (1999); pp. 523-630.
- "Tribunal Penal Internacional e Constituição Penal". Revista Portuguesa de Ciência Criminal 11 1 (2001); pp. 7-38.

#### na doMinistério Público
- "O homicídio qualificado no Novo Código Penal". Revista do Ministério Público IV 5 (1983); pp. 59-74.
- "A constitucionalidade do artigo 342º do Código de Processo Penal (O direito ao silêncio do arguido)". Revista do Ministério Público 60 60 (1994); pp. 101-110.
- "Consumo e tráfico de estupefacientes e Constituição: a absorção do «Direito Penal de Justiça» pelo Direito Penal secundário?". Revista do Ministério Público 96 (2003); pp. 21.
- "Timor: um problema de direito internacional penal". Revista do Ministério Público 81 (2000); pp. 11-24.

#### na O Direito
- "Linhas estruturais da reforma penal: problemas de aplicação da lei processual penal no tempo". O Direito 140 1 (2008); pp. 9-21.
- "O legislador negativo e o intérprete da Constituição". O Direito 140 3 (2008); pp. 523-535.
- "Acerca do estado actual do Direito Penal do Ambiente". O Direito 136 1 (2004); pp. 77-87.[33]

#### noutras revistas jurídicas
- "O argumento criminológico e o princípio da necessidade da pena no juízo de constitucionalidade". Julgar 29 (2016); pp. 105-118.[34]
- "Responsabilidade política e responsabilidade penal". Sub Judice - Justiça e sociedade 6 (1993); pp. 5-8.
- "Princípio da aplicação retroactiva da lei (penal) mais favorável e alteração de prazos prescricionais no direito de mera ordenação social: comentário ao acórdão do Supremo Tribunal Administrativo de 24 de abril de 1991". Fisco 3 34 (1991); pp. 25.
- "O Direito como máquina jurídica e o controlo de si mesmo como fundamento de responsabilidade". Revista Portuguesa de Filosofia 70 4 (2014); pp. 681-694.[35]
- "A legítima defesa da autoridade policial e o Estado de direito democrático". Revista Electrónica de Estudios Penales y de la Seguridad 1 (2017); pp. 1-17.
- "Inference and causality. Law, probability and risk". Oxford Journals 12 (2013); pp. 167-168.
- "Vorsatz und Irrtum: neue Betrachtungsweise zum intellektuellen Element des Vorsatzes". Goldtdammer’s Archiv für Strafrecht 159 (2012); pp. 220-231.
- "A Convenção de Extradição entre Estados da CPLP: a Convenção de Extradição entre Estados membros da Comunidade dos Países de Língua Portuguesa". Boletim da Ordem dos Advogados (2011); pp. 28.
- "Constitutions et Droit Pénal - Portugal". Annuaire international de justice constitutionnelle 26 (2011); pp. 329-335.
- "O caso do very light. Um problema de dolo eventual? (Comentário ao Acórdão do Tribunal de Círculo de Cascais, 2º Juízo, de 13 de fevereiro de 1998)". Themis 1 1 (2000); pp. 173-180.
- "Constitucionalidade e justiça: novos desafios para a justiça constitucional". Themis 1 1 (2000); pp. 21-31.
- "Desenvolvimento da pessoa e imputabilidade". Sub Judice - Justiça e Sociedade 11 (1996); pp. 61.
- "Aspectos penais da insolvência e da falência: reformulação dos tipos incriminadores e reforma penal". Kínesis - Revista de Estudos dos Pós-Graduandos em Filosofia 2 03 (1995); pp. 401-415.
- "Direitos humanos e violência contra as mulheres: a questão penal". publicação da Secretaria de Estado da Justiça (1995):
- "O problema fundamental proposto: A estratégia de protecção dos direitos no feminino, em Portugal e a 4ª Conferência Mundial das Nações Unidas sobre as Mulheres". publicação da Secretaria de Estado da Justiça (1995):
- "O estado de necessidade justificante no Código Penal de 1982", em homenagem ao Professor Eduardo Correia, Boletim da Faculdade de Direito de Coimbra (1985)
- "Criminalidade". Dicionário de História de Portugal (org. de Joel Serrão, actualização de António Barreto) 7 (1999); pp. 468.

### Textos que traduziu
- em 1986, “A tentativa inacabada”, Claus Roxin, Problemas fundamentais do direito penal;
- em 1983/84 “Formas fundamentais do facto punível”, Günter Stratenwerth, Strafrecht, Allgemeiner Teil, in textos de apoio de direito penal, Vol. II;
- em 1987/88, “A consciência da ilicitude potencial como pressuposto da punibilidade no antagonismo entre “culpa” e “prevenção”, Hans Rudolphi, livro em memória do Professor Manuel Cavaleiro de Ferreira, vol. III.

## Condecorações
Foi agraciada, pelo presidente da República Portuguesa, com a Ordem honorífica de:
- Grande-Oficial da Ordem do Infante D. Henrique (4 de março de 1996).[36]

A Câmara Municipal de Oeiras, atribui-lhe, em 1997, a medalha de Mérito municipal, grau Ouro.

## Vida pessoal
Nasceu em 3 de março de 1955, em Linda-a-Pastora, localidade da freguesia de Carnaxide e Queijas, no município de Oeiras, área metropolitana de Lisboa. Casou, em 11 de setembro de 1982, com o jurista e político português  Rui Carlos Pereira e tem uma filha nascida em 8 de outubro de 1985, Teresa da Palma Pereira.